# Henrik Holm (skådespelare)
Henrik Holm, född 12 september 1995, är en norsk skådespelare och modell. Han spelar rollen som Even Bech Næsheim i dramaserien SKAM, som sänds på NRK. Holm har även medverkat i den norska serien Halvbroren.
Holm vann Gullruten utmärkelsen för sin karaktär Even tillsammans med motspelaren Tarjei Sandvik Moes karaktär Isak Valtersen.